# Ginga (satellite)
Ginga (chiamato inizialmente ASTRO-C) è stato un satellite giapponese per lo studio dei raggi X, lanciato dall'agenzia spaziale ISAS il 5 febbraio 1987. La missione terminò, col rientro nell'atmosfera, il 1º novembre 1991.
Il satellite, del peso di 420 kg, fu lanciato dal centro spaziale di Kagoshima e messo in orbita ad un'altezza di 395–450 km, con un periodo di 93 minuti.

## Strumenti
- Large Area Counter (LAC) - Rivelatore di raggi X a largo campo;
- All-Sky Monitor (ASM) - Rivelatore di raggi X ad alta sensibilità, con area visuale di 180º;
- Gamma-ray Burst Detector (GBD) - Rivelatore di lampi gamma, con possibilità di determinare la direzione di arrivo con una precisione di 31 millisecondi d'arco.

## Risultati
Nei quasi cinque anni di operatività, il satellite ha prodotto diversi risultati di rilievo:
- Scoperta di diversi oggetti candidati ad essere buchi neri.
- Scoperta di radiazione di ciclotrone proveniente da tre pulsar a raggi X: 4U1538-522, VO332+53 e Cephei X-4.
- Scoperta di forti emissioni di raggi X (6-7 keV) nelle righe di emissione del ferro, in direzione del centro galattico.